# Angoscia

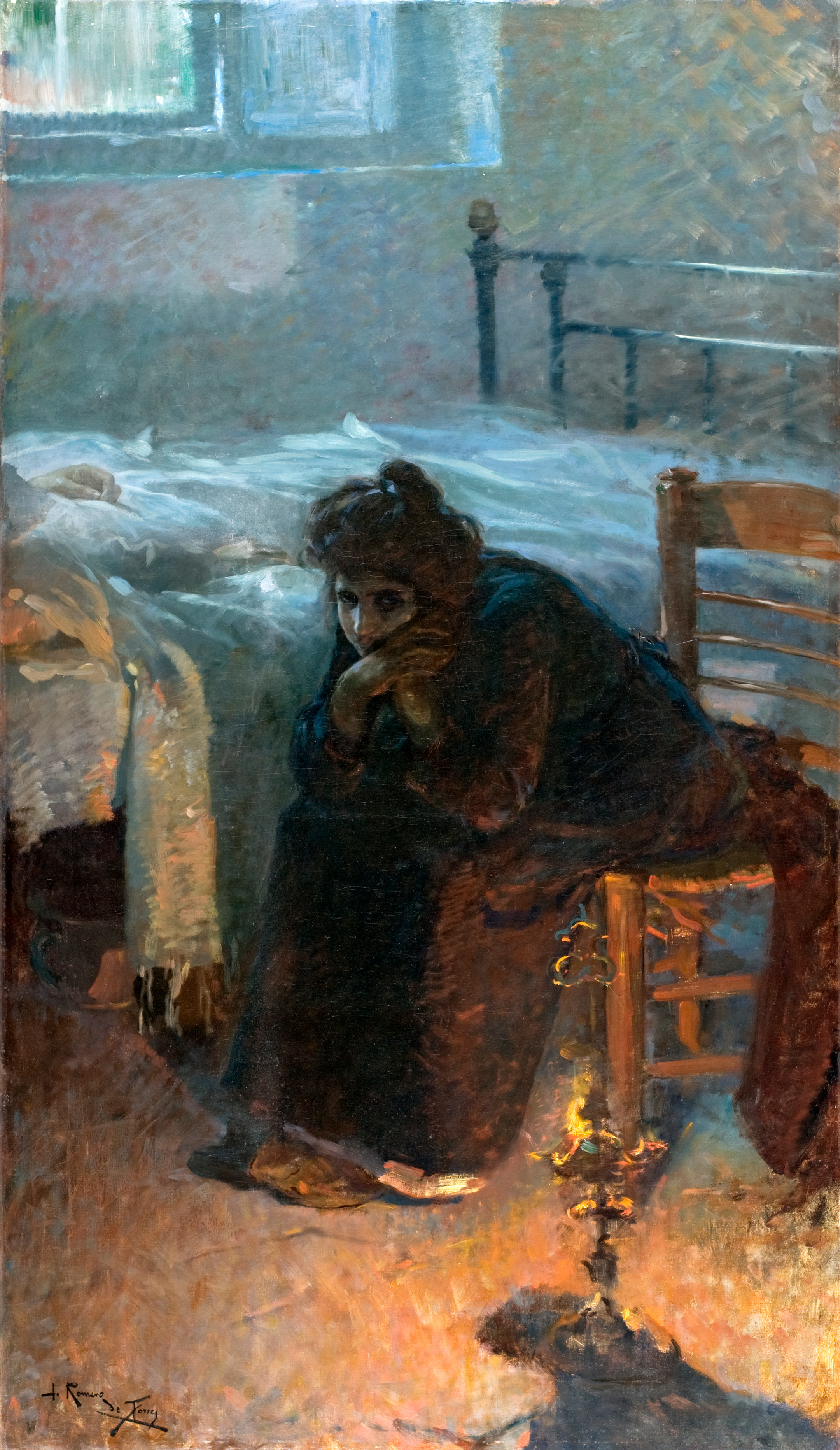
"Ore di angoscia" (Julio Romero de Torres, 1904).

L'angoscia è uno stato psichico cosciente di un individuo caratterizzato da un sentimento intenso di ansia e apprensione. Rappresenta una paura senza nome, le cui cause e origini non sono apparenti, ovvero non dirette o immediatamente individuabili. Per tale motivo, l'angoscia non è solo minacciosa, ma spesso anche catastrofica per l'individuo che la vive

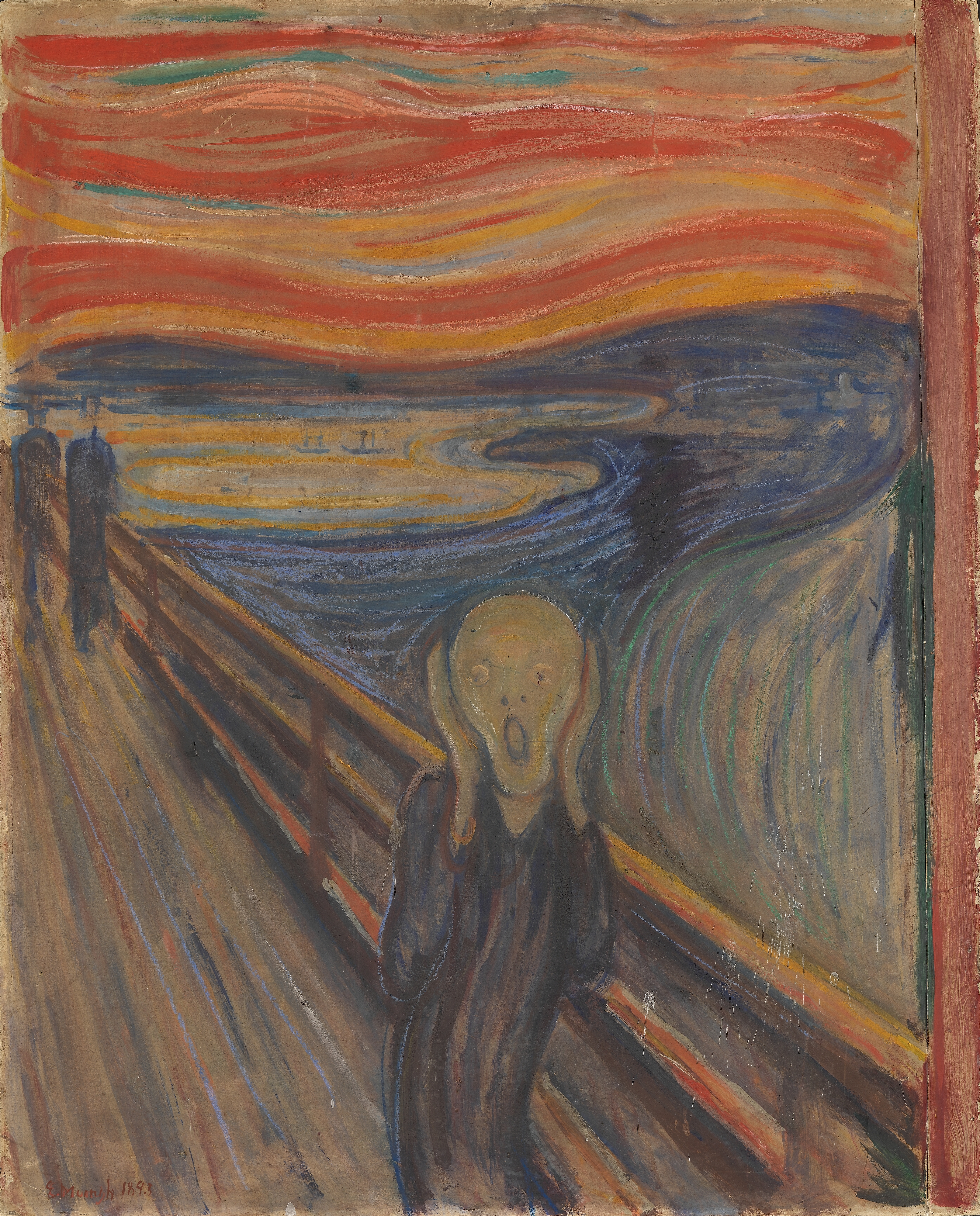
L'urlo, di Edvard Munch, Museo nazionale di arte, architettura e disegno, Oslo

## Descrizione
A differenza della paura, in ambito psicoanalitico essa rappresenta ed è vista e percepita dall'Io come una situazione catastrofica, tale da mettere in crisi la capacità dell'Io di controllare e gestire le pressioni del Super-io e dell'Es.
Ogni persona è abbandonata a sé stessa e costretta a operare delle scelte che possono prospettarsi errate, pericolose, o addirittura lesive per la sua stessa esistenza; quindi, dal momento che ciascuno condivide la stessa condizione di fronte all'atto di scegliere, l'angoscia è necessariamente un fondamento dell'essenza umana, primigenio e inalienabile.
Attualmente si tende a definire l'angoscia come un senso di frustrazione e malessere, una sofferenza psicologica che può degenerare anche in diverse patologie (si pensi all'angoscia di castrazione infantile o all'angoscia esistenziale di derivazione kierkegaardiana).
Essendo l'esistenza umana aperta al futuro, l'angoscia è strettamente connessa all'avvenire, che è poi quell'orizzonte temporale in cui l'esistenza si realizza: "Per la libertà, il possibile è l'avvenire, per il tempo l'avvenire è il possibile. Così all'uno come all'altro, nella vita individuale, corrisponde l'angoscia". Il passato può angosciare in quanto si ripresenta come futuro, cioè come una possibilità di ripetizione. Una colpa passata, ad esempio, genera angoscia se non è veramente passata, perché in questo caso genererebbe solo pentimento. L'angoscia è legata a ciò che è, ma può anche non essere, al nulla connesso ad ogni possibilità; ma siccome l'esistenza è possibilità, l'angoscia è il tarlo del nulla nel cuore dell'esistenza.
Il termine angoscia è stato utilizzato per la prima volta in termini filosofici da Søren Kierkegaard (1813–1855) per definire la condizione preliminare dell'essenza umana, che emerge quando l'uomo si pone davanti ad una scelta: la libertà sconfinata di scelte che l'uomo può operare lo getta in preda all'angoscia, conscio delle responsabilità derivanti dal fatto che una scelta positiva significhi potenzialmente milioni di scelte negative. L'angoscia è definita quindi come il sentimento della possibilità.
Nella filosofia contemporanea il tema dell'angoscia è stato ripreso da Martin Heidegger in questi termini: 
(Martin Heidegger)

## Al termine di un sogno
Secondo Freud:
( Cinque conferenze sulla psicoanalisi)
Durante il sogno si verifica una attenuazione della resistenza psichica dovuta alla rimozione di fatti traumatici ritenuti non compatibili con la personalità etica o estetica dell'Io cosciente. Queste pulsioni di desiderio rimosse trovano un appagamento sostitutivo e compensativo in un sogno che indirettamente assomiglia e rinvia al contenuto rimosso, che nel sogno si manifesta in modo deformato tale da poter essere tollerato dalla censura dell'Io cosciente. Tuttavia, quando il sogno è troppo simile al contenuto rimosso e rischia di far riaffiorare a coscienza tale complesso psichico, la persona si sveglia improvvisamente avvolta da uno stato di angoscia.